# Khaled Hourani

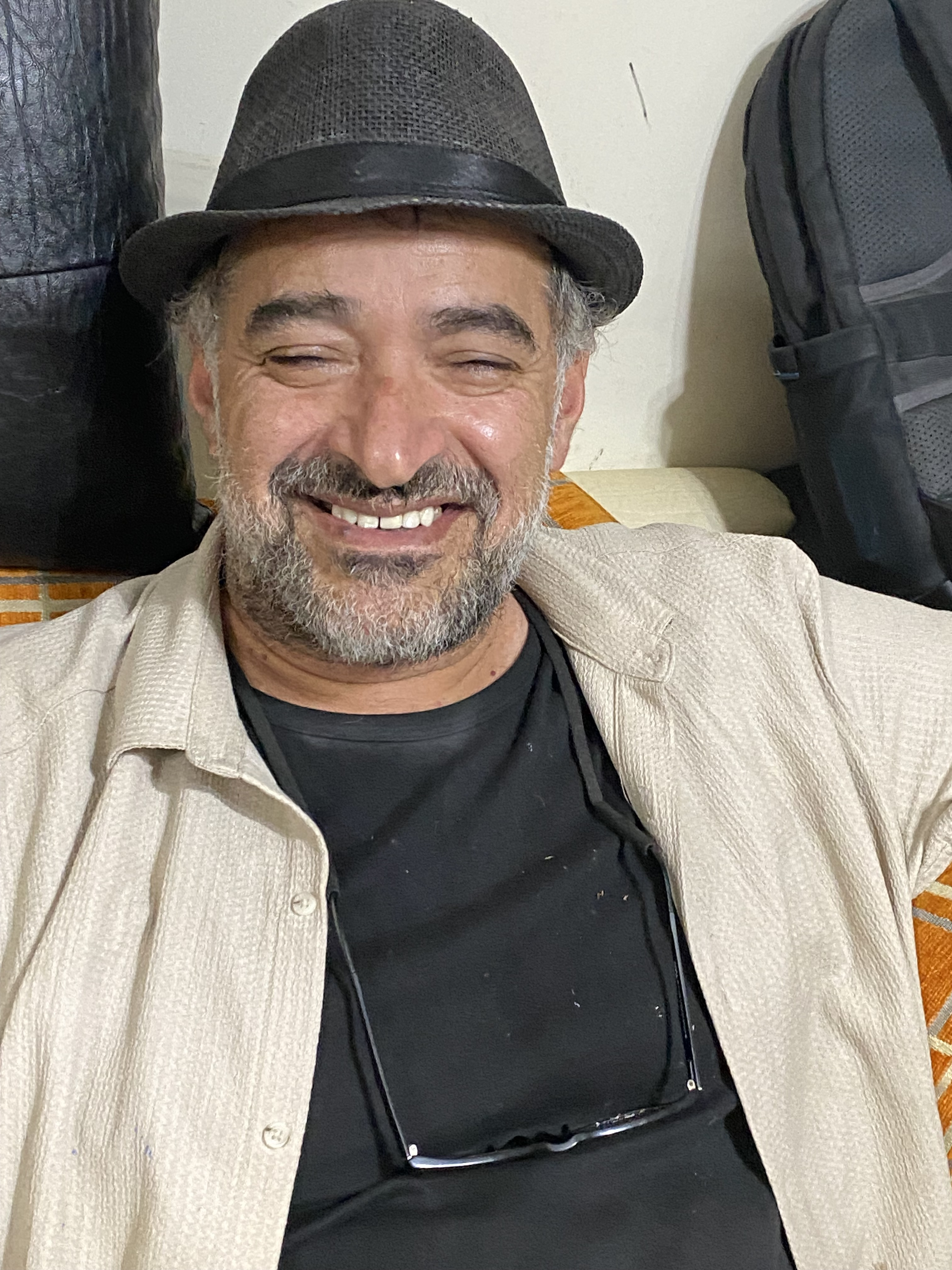
Khaled Hourani

Khaled Hourani (* 1965 in Hebron) ist ein palästinensischer Konzept- und Installationskünstler, Ausstellungskurator und Kunstkritiker, sowie Gründungsdirektor der International Academy of Art in Palästina.

## Leben und Werk
Khaled Hourani gründete 1997 die Al Matal Gallery in Ramallah. Er war Designer beim von Mahmoud Darwish gegründeten Al Karmel Magazine. Hourani war von 2004 bis 2006 Generaldirektor der Abteilung für Bildende Kunst des palästinensischen Kulturministeriums
Picasso in Palästina ist ein Projekt, welches von Hourani in Zusammenarbeit mit dem Van Abbemuseum in Eindhoven realisiert wurde. Im Juni 2011 wurde Pablo Picasso’s Originalgemälde Buste de Femme (1943), welches Teil der Sammlung des Van Abbemuseums ist, von Eindhoven nach Ramallah transportiert, wo es drei Wochen lang in der International Academy of Art ausgestellt wurde. Was normalerweise ein üblicher Leihvorgang zwischen zwei Institutionen gewesen wäre, nahm, aufgrund der außergewöhnlichen Situation Palästinas, zwei Jahre (2009–2011) in Anspruch. Das Projekt wirft viele Fragen auf. Umfangreiche Sicherheitsvorkehrungen, Verhandlungen und Umstrukturierungen in den Bereichen Recht, Versicherungen und Verwaltung waren nötig.
Der Regisseur Rashid Masharawi drehte zusammen mit Khaled Hourani die Dokumentation Picasso in Palästina, die auf der dOCUMENTA (13) gezeigt wurde. Der zu dem Zeitpunkt inhaftierte Amjad Ghannam schickte als seinen Beitrag zur documenta eine Postkarte mit einer Zeichnung des Gemäldes Buste de Femme aus dem Zentralgefängnis Glabou.
Hurani war Kurator für den palästinensischen Pavillon der Biennale von São Paulo, und der 21. Alexandria Biennale. Er war 2006 künstlerischer Berater für Liminal Spaces. 2013 wurde Hourani mit dem Leonore Annenberg Prize for Art and Social Change ausgezeichnet.